# Meliosma chartacea
Meliosma chartacea är en tvåhjärtbladig växtart som beskrevs av Lombardi. Meliosma chartacea ingår i släktet Meliosma och familjen Sabiaceae. Inga underarter finns listade.